# Алекс Фъргюсън
Сър Александър Чапмън Фъргюсън (на английски: Alexander Chapman Ferguson) е бивш шотландски футболен треньор, един от най-успелите треньори в историята на играта. Мениджър е на Манчестър Юнайтед от 1986 до 2013 година. Като треньор печели два пъти Шампионската лига, един път световното клубно първенство, тринадесет пъти първенството на Англия, пет пъти Купата на Англия, два пъти Купата на носители на национални купи, три пъти първенството на Шотландия и др.
Сър Алекс Фъргюсън е един от седмината (към февруари 2012 г.) мениджъри, печелили английското първенство, ФА Къп и Купа на Лигата. 
Фъргюсън задминава рекорда на Сър Мат Бъзби от 985 мача в първенството начело на Манчестър Юнайтед при гостуването на Тотнъм на 4 март 2012 г. 

## Кариера като играч
Футболната му кариера започва през 1958 г. Играе като халф в Шотландия — преминава през отборите на Куинс Парк (Глазгоу), ФК Сейнт Джонстън, ФК Дънфърмлин Атлетик, Глазгоу Рейнджърс, ФК Фолкърк и ФК Еър Юнайтед.

## Кариера като треньор

### Начало в Шотландия
Мениджърската кариера на Фъргюсън започва през юни 1974 в отбора на ФК Ист Стърлингшър. Там той прекарва 117 дни, като постига седем победи, две равенства и три загуби. Скоро след това ФК Сейнт Мирън му предлага мениджърската позиция в клуба. Той приема и на 18 октомври 1974 се мести от ФК Ист Стърлингшър във ФК Сейнт Мирън. През 1978 г. става мениджър на отбора на ФК Абърдийн. Там той остава до 1986 г., като по време на престоя си възражда отбора, довеждайки го до завоюването на Купата на носителите на купи (КНК) след победа на финала над Реал Мадрид през сезона 1982-1983.

### Национален отбор на Шотландия
През 1986 г. за десет мача е начело и на Националния отбор на Шотландия.

### Манчестър Юнайтед
След тези си успехи Алекс Фъргюсън е привлечен като мениджър на Манчестър Юнайтед на 6 ноември 1986, наследявайки на поста Рон Аткинсън. Тук той спечелва тринадесет титли, пет купи на страната и две купи на лигата. През сезона 1990-1991 г. Манчестър Юнайтед печели КНК, побеждавайки на финала отбора на ФК Барселона. През сезон 1998-1999 г. след невероятния мач с Байерн Мюнхен, след обрат с два гола в даденото от съдията продължение, отборът печели и Шампионската лига. Манчестър Юнайтед печели и купата на страната и титлата в местното първенство и така записва значим требъл. Алекс Фъргюсън е награден от кралицата на Англия с титлата сър. През 2008 г. на финала на Шампионската лига в Москва „Червените дяволи“ надделяват над състава на ФК Челси след драматичен двубой и изпълнение на дузпи. Така те прибавят трета европейска купа във витрината си.

### Пенсиониране
На 8 май 2013, Фъргюсън обявява, че ще се оттегли от позицията си като старши треньор на Манчестър Юнайтед в края на сезона, но ще остане в клуба като директор и посланик на клуба. Вестник The Guardian съобщава новината, като „края на една ера“. За 26 години начело на тима, Фъргюсън печели 38 трофея, от които 13 титли от Висшата лига, 5 купи на страната и 2 европейски титли.